# Імоні
Імоні (яп. 芋煮) — це різновид таро та м'ясного супу, який традиційно їдять восени в регіоні Тохоку в Японії. Префектура Ямаґата, зокрема, відома своїм імоні, але інші префектури в регіоні також мають свої власні сорти.
Імоні їдять, як і будь-який інший суп, переважно в кінці літа та на початку осені, але найбільш відомий як їжа на відкритому повітрі. Восени група людей, які готують імоні біля багаття біля річки, вважається ознакою сезону, а в магазинах зберігають запаси дров та інших припасів саме для цієї нагоди.

## Інгредієнти
Різні рецепти імоні відрізняються від префектури до префектури: наприклад, імоні, що перебуває у внутрішній частині Ямагати, містить яловичину, цукор і соєвий соус і є солодким, тоді як імоні, приготований у сусідній префектурі Міяґі, не містить, але містить місо- пасту для ароматизації супу. Подібним чином навіть у регіоні Сьонай Ямагата готують свинину та місо, а не яловичину та соєвий соус у внутрішніх районах тієї ж префектури. Однак кілька інгредієнтів вважаються стандартними частинами рецепту:
- Корінь таро (сатоімо, японська: サトイモ/さといも, кандзі: 里芋)
- Тонко нарізане м'ясо, зазвичай яловичина або свинина
- Конняку, густе желе з рослини конняку
- Соєвий соус

Інші інгредієнти можуть включати китайську капусту (хакусай), корінь лопуха (gobō), дайкон, моркву, негі (японську зелену цибулю), мірін саке, тофу, гриби — зокрема шімеджі, хіратаке, шиїтаке, майтаке — і модифікації для певного регіону.

## Культура
У префектурі Ямагата зокрема та в сусідніх з нею загалом імонікаї (芋煮会 «вечірки імоні») є важливою осінню традицією. Туристи стікаються до Ямаґати на осінній фестиваль Імоні (Akino Imonikai), де вони приєднуються до місцевих жителів на березі річки Маміґасакі в першу неділю вересня, щоб поїсти імоні з гігантського залізного чайника, який використовує будівельний кран для додавання інгредієнтів і перемішайте горщик. У 2009 році фестиваль пригощав імоні 30 000 гостей, поки горщик не спорожнів.
Багато шкіл і робочих організацій у Північній Японії влаштовують імонікаї для своїх учнів або працівників. У вересні та жовтні зазвичай можна побачити групи гуляк imonikai на берегах річок, навіть біля головних магістралей.